# NGC 2562
NGC 2562 est une galaxie lenticulaire située dans la constellation du Cancer. NGC 2562 a été découverte par l'astronome germano-britannique William Herschel en 1787.

## Caractéristiques
Sa vitesse par rapport au fond diffus cosmologique est de 5 298 ± 17 km/s, ce qui correspond à une distance de Hubble de 78,1 ± 5,5 Mpc (∼255 millions d'al).
NGC 2562 présente une large raie HI. Selon la base de données Simbad, NGC 2562 est une galaxie LINER, c'est-à-dire une galaxie dont le noyau présente un spectre d'émission caractérisé par de larges raies d'atomes faiblement ionisés.

## Groupe de NGC 2563
La galaxie NGC 2562 fait partie du groupe de NGC 2563. En plus de NGC 2556 et de NGC 2563, ce groupe de galaxies renferme au moins 12 autres galaxies dont NGC 2556, NGC 2557, NGC 2558, NGC 2560, NGC 2563 et NGC 2569.